# Campeonato Sul-Americano de Voleibol Masculino Sub-21 de 2018
O Campeonato Sul-Americano de Voleibol Masculino Sub-21 de 2018 foi a 24ª edição deste torneio sul-americano organizado pela Confederação Sul-americana de Voleibol (CSV). O torneio contou com a participação de seis equipes e ocorreu de 23 a 27 de outubro, em Bariloche, Argentina. As duas melhores equipes se classificaram para o Campeonato Mundial Sub-21 de 2019.
O Brasil conquistou seu 19º título ao vencer os donos da casa por 3 sets a 1, enquanto na disputa pela medalha de bronze, a seleção chilena completou o pódio ao derrotar a seleção colombiana por 3 sets a 2. O ponteiro brasileiro Victor Cardoso, que marcou 16 pontos na partida final, foi eleito o melhor jogador da competição.

## Seleções participantes
As seguintes seleções confirmaram participação no Campeonato Sul-Americano Sub-21 de 2018.
| Equipe    | Última participação     |
| --------- | ----------------------- |
| Argentina | (país-sede), 1º em 2016 |
| Brasil    | 2º em 2016              |
| Chile     | 4º em 2016              |
| Colômbia  | 3º em 2016              |
| Peru      | 5º em 2016              |
| Paraguai  | 7º em 2014              |

## Local das partidas
| Bariloche, Argentina     |
| Estadio Pedro Estremador |
| ------------------------ |
| Capacidade: 2 000        |

## Formato da disputa
O torneio foi disputado em fase classificatória e fase final. Os dois melhores colocados de cada grupo na fase classificatória avançaram para as semifinais, enquanto os últimos colocados disputaram a partida de disputa do quinto lugar.

### Critérios de desempate
1. Número de vitórias
2. Número de pontos
3. Sets average
4. Pontos average

Partidas terminadas em 3–0 ou 3–1: 3 pontos para o vencedor, 0 pontos para o perdedor;
Partidas terminadas em 3–2: 2 pontos para o vencedor, 1 ponto para o perdedor.

## Fase classificatória

### Grupo A
|     |        |     | Jogos | Jogos | Jogos | Resultados | Resultados | Resultados | Resultados | Resultados | Resultados | Sets | Sets | Sets  | Pontos | Pontos | Pontos |
| Pos | Equipe | Pts | T     | V     | D     | 3–0        | 3–1        | 3–2        | 2–3        | 1–3        | 0–3        | V    | P    | R     | V      | P      | R      |
| --- | ------ | --- | ----- | ----- | ----- | ---------- | ---------- | ---------- | ---------- | ---------- | ---------- | ---- | ---- | ----- | ------ | ------ | ------ |
| 1   | Brasil | 6   | 2     | 2     | 0     | 1          | 1          | 0          | 0          | 0          | 0          | 6    | 1    | 6,000 | 175    | 110    | 1.591  |
| 2   | Chile  | 3   | 2     | 1     | 1     | 1          | 0          | 0          | 0          | 1          | 0          | 4    | 3    | 1.333 | 145    | 146    | 0.993  |
| 3   | Peru   | 0   | 2     | 0     | 2     | 0          | 0          | 0          | 0          | 0          | 2          | 0    | 6    | 0,000 | 86     | 150    | 0.573  |

| Data   | Hora  |        | Placar |       | Set 1 | Set 2 | Set 3 | Set 4 | Set 5 | Total  | Relatório |
| ------ | ----- | ------ | ------ | ----- | ----- | ----- | ----- | ----- | ----- | ------ | --------- |
| 23 out | 17:00 | Chile  | 3–0    | Peru  | 25–21 | 25–15 | 25–10 |       |       | 75–46  | Resultado |
| 24 out | 20:00 | Brasil | 3–0    | Peru  | 25–13 | 25–13 | 25–14 |       |       | 75–40  | Resultado |
| 25 out | 17:30 | Brasil | 3–1    | Chile | 25–27 | 25–14 | 25–13 | 25–16 |       | 100–70 | Resultado |

### Grupo B
|     |           |     | Jogos | Jogos | Jogos | Resultados | Resultados | Resultados | Resultados | Resultados | Resultados | Sets | Sets | Sets  | Pontos | Pontos | Pontos |
| Pos | Equipe    | Pts | T     | V     | D     | 3–0        | 3–1        | 3–2        | 2–3        | 1–3        | 0–3        | V    | P    | R     | V      | P      | R      |
| --- | --------- | --- | ----- | ----- | ----- | ---------- | ---------- | ---------- | ---------- | ---------- | ---------- | ---- | ---- | ----- | ------ | ------ | ------ |
| 1   | Argentina | 6   | 2     | 2     | 0     | 2          | 0          | 0          | 0          | 0          | 0          | 6    | 0    | MAX   | 154    | 109    | 1.413  |
| 2   | Colômbia  | 3   | 2     | 1     | 1     | 0          | 1          | 0          | 0          | 0          | 1          | 3    | 4    | 0.750 | 163    | 145    | 1.124  |
| 3   | Paraguai  | 0   | 2     | 0     | 2     | 0          | 0          | 0          | 0          | 1          | 1          | 1    | 6    | 0.167 | 111    | 174    | 0.638  |

| Data   | Hora  |           | Placar |          | Set 1 | Set 2 | Set 3 | Set 4 | Set 5 | Total | Relatório |
| ------ | ----- | --------- | ------ | -------- | ----- | ----- | ----- | ----- | ----- | ----- | --------- |
| 23 out | 20:00 | Argentina | 3–0    | Paraguai | 25–17 | 25–14 | 25–14 |       |       | 75–45 | Resultado |
| 24 out | 20:00 | Colômbia  | 3–1    | Paraguai | 25–12 | 24–26 | 25–14 | 25–14 |       | 99–66 | Resultado |
| 25 out | 20:30 | Argentina | 3–0    | Colômbia | 25–14 | 25–23 | 29–27 |       |       | 79–64 | Resultado |

## Fase final

### Quinto lugar
| Data   | Hora  |          | Placar |      | Set 1 | Set 2 | Set 3 | Set 4 | Set 5 | Total | Relatório |
| ------ | ----- | -------- | ------ | ---- | ----- | ----- | ----- | ----- | ----- | ----- | --------- |
| 26 out | 15:00 | Paraguai | 1–3    | Peru | 14–25 | 25–17 | 19–25 | 16–25 |       | 74–92 | Resultado |

### Semifinais
| Data   | Hora  |           | Placar |          | Set 1 | Set 2 | Set 3 | Set 4 | Set 5 | Total | Relatório |
| ------ | ----- | --------- | ------ | -------- | ----- | ----- | ----- | ----- | ----- | ----- | --------- |
| 26 out | 17:30 | Brasil    | 3–0    | Colômbia | 25–21 | 25–19 | 25–14 |       |       | 75–54 | Resultado |
| 26 out | 20:00 | Argentina | 3–0    | Chile    | 25–18 | 25–20 | 25–15 |       |       | 75–53 | Resultado |

### Terceiro lugar
| Data   | Hora  |          | Placar |       | Set 1 | Set 2 | Set 3 | Set 4 | Set 5 | Total   | Relatório |
| ------ | ----- | -------- | ------ | ----- | ----- | ----- | ----- | ----- | ----- | ------- | --------- |
| 27 out | 10:00 | Colômbia | 2–3    | Chile | 25–19 | 19–25 | 25–20 | 21–25 | 15–17 | 105–106 | Resultado |

### Final
| Data   | Hora  |        | Placar |           | Set 1 | Set 2 | Set 3 | Set 4 | Set 5 | Total  | Relatório |
| ------ | ----- | ------ | ------ | --------- | ----- | ----- | ----- | ----- | ----- | ------ | --------- |
| 27 out | 16:30 | Brasil | 3–1    | Argentina | 28–26 | 25–27 | 25–21 | 25–21 |       | 103–95 | Resultado |

## Classificação final
| Pos | Equipe    |
| --- | --------- |
| 1   | Brasil    |
| 2   | Argentina |
| 3   | Chile     |
| 4   | Colômbia  |
| 5   | Peru      |
| 6   | Paraguai  |

|  | Qualificado para o Campeonato Mundial Sub-21 de 2019 |

## Premiações
| Campeonato Sul-Americano Sub-21 de 2018 |
| Brasil                                  |
| --------------------------------------- |
| Brasil Campeão (19º título)             |

### Individuais
Os jogadores que se destacaram na competição foram:
| MVP (Most Valuable Player) | Victor Cardoso      | Brasil    |
| Oposto                     | Welinton Oppenkoski | Brasil    |
| 1º Ponteiro                | Federico Seia       | Argentina |
| 2º Ponteiro                | Vicente Ibarra      | Chile     |
| 1º Central                 | Edson Souza         | Brasil    |
| 2º Central                 | Paulo Carraro       | Brasil    |
| Levantador                 | Rhendrick Resley    | Brasil    |
| Líbero                     | Santiago Arroyo     | Argentina |